# 射电望远镜

地球大气对于不同波长电磁辐射的阻拦率。

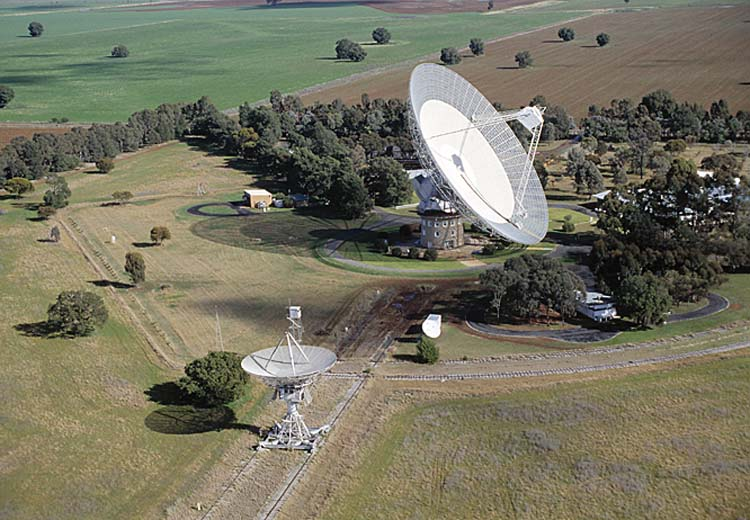
位于澳大利亚新南威尔士州帕克斯天文台的64米口径射电望远镜。

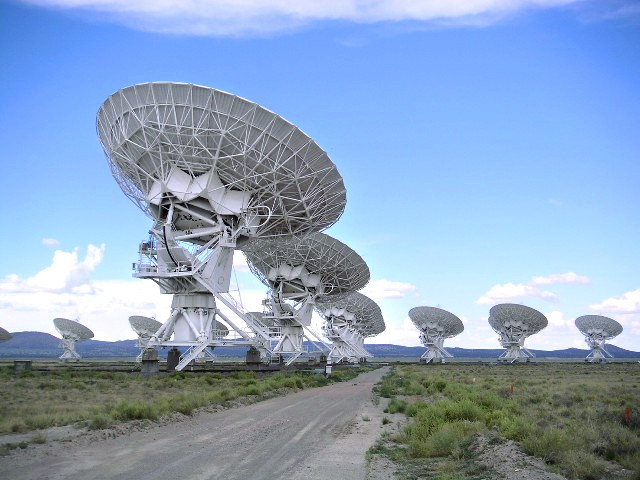
位于美国新墨西哥州的综合孔径射电望远镜甚大天线阵（VLA）。

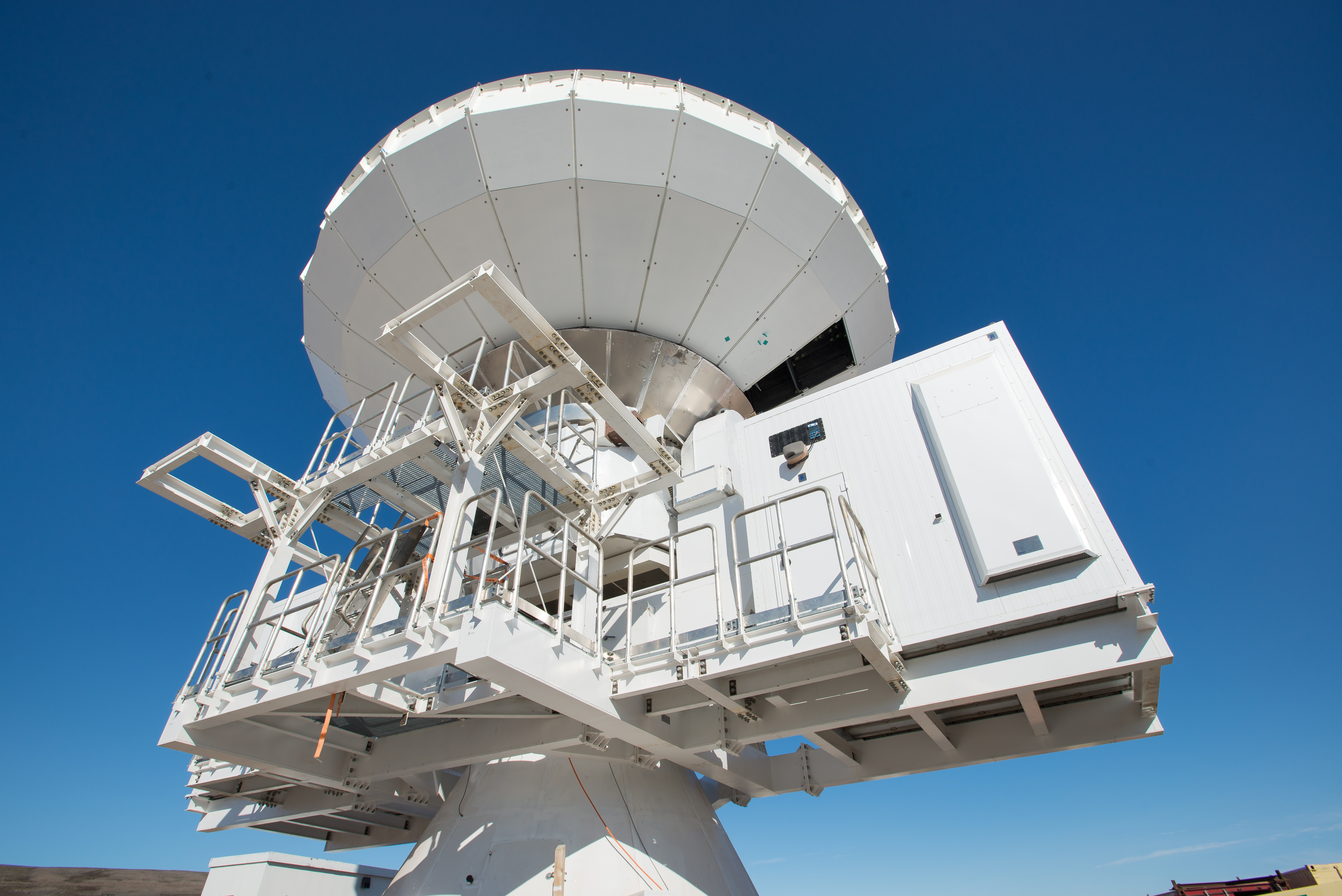
格陵蘭望遠鏡位於格陵蘭，由臺灣中央研究院天文及天文物理研究所主導興建，為全球特長基線干涉陣列成員之一。

射电望远镜（英語：Radio telescope）是一个专门的天线和无线电接收机，在射电天文学用来接收天空中从天文射电源的无线电波。射电望远镜的外形差别很大，有固定在地面的单一口径的球面射电望远镜，有能够全方位转动的类似卫星接收天线的射电望远镜，有射电望远镜阵列，还有金属杆制成的射电望远镜。
1931年，美国贝尔实验室的央斯基用天线阵接收到了来自银河系中心的无线电波。随后美国人格羅特·雷伯在自家的后院建造了一架口径9.5米的天线，并在1939年接收到了来自银河系中心的无线电波，并且根据观测结果绘制了第一张射电天图。射电天文学从此诞生。雷伯使用的那架天线是世界上第一架专门用于天文观测的射电望远镜。
20世纪60年代天文学取得了四项非常重要的发现：脉冲星、类星体、宇宙微波背景辐射、星际有机分子，被称为“四大发现”。这四项发现都与射电望远镜有关。
天文望远镜的极限分辨率取决于望远镜的口径和观测所用的波长。口径越大，波长越短，分辨率越高。由于无线电波的波长要远远大于可见光的波长，因此射电望远镜的分辨本领远远低于相同口径的光学望远镜，而射电望远镜的天线又不能无限做大。这在射电天文学诞生的初期严重阻碍了射电望远镜的发展。
1962年，英国剑桥大学卡文迪许实验室的马丁·赖尔（Ryle）利用干涉的原理，发明了综合孔径射电望远镜，大大提高了射电望远镜的分辨率。其基本原理是：用相隔两地的两架射电望远镜接收同一天体的无线电波，两束波进行干涉，其等效分辨率最高可以等同于一架口径相当于两地之间距离的单口径射电望远镜。赖尔因为此项发明获得1974年诺贝尔物理学奖。

## 干涉原理示意图
|  |  |
|  |  |

目前射电天文学领域已经广泛应用长基线的干涉技术，将遍布全球的射电望远镜综合起来，获得了等效口径相当于地球直径量级的射电望远镜。美国建设了VLBA，欧洲建设了欧洲甚長基線干涉測量网络（EVN），二者组成了"全球VLBI网"，在频率高于5GHz获得亚毫分秒（Sub-milliarcsecond）的分辨率。臺灣中央研究院天文及天文物理研究所及其合作者美國哈佛史密松天文物理中心，曾於2009年建議將一座電波望遠鏡架設於格陵蘭，以實現次毫米波全球特長基線干涉陣列submm-VLBI，取得極高角分辨力，該座名為「格陵蘭望遠鏡」之天線碟已於2017年建置完成，於2018年1月試觀測成功，與「事件視界望遠鏡」（Event Horizon Telescope）成員連線觀測。

## 目前世界上已建成和在建的一些著名射电望远镜
- 美国波多黎各的阿雷西博望远镜，为固定在天然火山口当中的单口径球面天线，口径305米，后扩建为350米。现已因严重损坏而退役。
- 美国新墨西哥州沙漠中的甚大天线阵，由27面架设在铁轨上的口径25米的天线组成，排列成Y字形。
- 阿塔卡玛大型毫米波天线阵。（ALMA）
- 格陵蘭望遠鏡[6]（页面存档备份，存于）。
- 日本的VSOP，利用日本HALCA卫星携带的8米射电望远镜与地面上的射电望远镜组成干涉仪。
- 德國的埃费尔斯贝格射电望远镜，口徑100米。
- 美国西弗吉尼亚州坡卡洪塔县绿岸的绿堤望远镜，天线尺寸为100米x110米。
- 中国上海佘山天文台的65米射电望远镜。
- 中国北京市密云县密云水库北岸国家天文台，50米口径射电望远镜。
- 中国贵州省平塘县克度镇大窩氹洼地的500米口径球面射电望远镜（FAST）（目前是世界上单一口径最大的球面射电望远镜）
- 俄罗斯RATAN-600环状射电望远镜，直径576米
- 日本野邊山宇宙電波觀測所的45公尺電波望遠鏡和野邊山毫米波陣列。
- 法国楠賽無線電觀測站，1964年建成。
- 筹建中的平方千米阵。（SKA）

## 参阅
- Astropulse
- 射电天文学
- 舒曼波
- 搜寻地外文明计划
- 天文台列表
- 望遠鏡類型列表
- 望远镜

## 延伸阅读
- （英文）Rohlfs, K., & Wilson, T. L. (2004). Tools of radio astronomy. Astronomy and astrophysics library. Berlin: Springer.
- （英文）艾萨克·阿西莫夫 (1979年). Isaac Asimov's Book of facts; Sky Watchers. New York: Grosset & Dunlap. Page 390 - 399. ISBN 0-8038-9347-7

## 外部連結
- astronomytoday.com - "Radio Astronomy" by Sancar J Fredsti （页面存档备份，存于）